# Kamen Rider Super-1
Kamen Rider Super-1 (仮面ライダースーパー1, Kamen Raidā Sūpā Wan) est une série télévisée japonaise. Elle fait suite à Kamen Rider (Skyrider). Diffusée du 17 octobre 1980 au 3 octobre 1981 sur MBS, elle compte 48 épisodes. Toujours sous la direction de Shotaro Ishinomori, elle constitue la septième déclinaison de la franchise Kamen Rider. Elle sera suivie par Naissance du 10ème ! Kamen Riders Tous Ensemble !!, le TV Special dédié à Kamen Rider ZX en 1984, puis Kamen Rider Black en 1987.

## Synopsis
Kazuya Oki volontaire pour subir une chirurgie cybernétique dans le programme international de développement de l'espace des États-Unis afin de devenir un astronaute pouvant survivre dans l'espace sans la nécessité d'une combinaison spatiale externe encombrant. Après une opération réussie, son nom de code est « Super-1 ».

## Distribution
- Kazuya Oki (沖　一也, Oki Kazuya?): Shunsuke Takasugi (高杉 俊介, Takasugi Shunsuke?)
- Genjirō Tani (谷 源次郎, Tani Genjirō?): Nobuo Tsukamoto (塚本 信夫, Tsukamoto Nobuo?)
- Masao Kozuka (Choro) (小塚 政夫（チョロ）, Kozuka Masao (Choro)?): Teru Satō (佐藤 輝, Satō Teru?) (Interprété par *Teruaki Satō (佐藤 輝昭, Satō Teruaki?))
- Harumi Kusanami (草波 ハルミ, Kusanami Harumi?): Yumiko Tanaka (田中 由美子, Tanaka Yumiko?)
- Ryō Kusanami (草波 良, Kusanami Ryō?): Katsuya Hayakawa (早川 勝也, Hayakawa Katsuya?)
- Maître Genkai (玄海老師, Genki Rōshi?): Munemaru Kōda (幸田 宗丸, Kōda Munemaru?)
- Benkei (弁慶, Benkei?): Kenji Nishiyama (西山 健司, Nishiyama Kenji?)
- Professeur Henry (ヘンリー博士, Henrī Hakase?): Wolf Ōtsuki (大月 ウルフ, Ōtsuki Urufu?)
- Masako Mizunuma (水沼 マサコ, Mizunuma Masako?): Rieko Nagatsuka (永塚 りえこ, Nagatsuka Rieko?)
- Daisuke Akita (秋田 大助, Akita Daisuke?): Kazunori Tanaka (田中 和則, Tanaka Kazunori?)
- Shigeru Matsuoka (松岡 シゲル, Matsuoka Shigeru?): Tadaomi Watanabe (渡辺 忠臣, Watanabe Tadaomi?)
- Mamoru Murayama (村山 マモル, Murayama Mamoru?): Ayumu Iwaki (岩城 歩, Iwaki Ayumu?)
- Takeshi Tanaka (田中 タケシ, Tanaka Takeshi?): Moriyuki Ogidō (荻堂 守幸, Ogidō Moriyuki?)
- Michiru Ishikawa (石川 ミチル, Ishikawa Michiru?): Izumi Nakamura (中村 和泉, Nakamura Izumi?)
- Masaru Ishikawa (石川 マサル, Ishikawa Masaru?): Hitoshi Hagiwara (萩原 等司, Hagiwara Hitoshi?)
- Empereur Terror Macro (帝王テラーマクロ, Teiō Terā Makuro?): Akira Shioji (汐路 章, Shioji Akira?)
- Général Megirl (メガール将軍, Megāru Shōgun?): Toshihiko Miki (三木 敏彦, Miki Toshihiko?)
- Marshal Akuma (悪魔元帥, Akuma Gensui?): Kentarō Kachi (加地 健太郎, Kachi Kentarō?)
- Commandeur Onibi (鬼火司令, Onibi Shirei?): Hiroo Kawarazaki (河原崎 洋夫, Kawarazaki Hiroo?)
- Officier Sorcière (魔女参謀, Majo Sanbō?): Yōko Tōdō (藤堂 陽子, Tōdō Yōko?)
- Professeur Ghost (幽霊博士, Yūrei Hakase?): Kazuo Suzuki (鈴木 和夫, Suzuki Kazuo?)
- Princesse Yōkai (妖怪王女, Yōkai Ōjo?): Yuki Yoshizawa (吉沢 由紀, Yoshizawa Yuki?)
- Narrateur (ナレーター, Narētā?): Shinji Nakae (中江 真司, Nakae Shinji?)

## Chansons
Générique
- "Kamen Rider Super-1" (仮面ライダースーパー1, Kamen Raidā Sūpā Wan?)
  - Paroles: Shotaro Ishinomori
  - Composition: Shunsuke Kikuchi
  - Artist: Shunsuke Takasugi (高杉 俊介, Takasugi Shunsuke?) with Kōrogi '73

Génériques de fin
- "Hi o Fuke Rider Ken" (火を噴けライダー拳, Hi o Fuke Raidā Ken?, "Le poing ardent du Rider")
  - Paroles: Saburō Yatsude
  - Compositeur: Shunsuke Kikuchi
  - Interprète: Shunsuke Takasugi et Korōgi '73
  - Episodes: 1 à 23
- "Junior Rider Tai no Uta" (ジュニアライダー隊の歌, Junia Raidā Tai no Uta?, "La chanson de l'équipe des Junior Riders")
  - Paroles: Kei Akai (赤井 圭, Akai Kei?)
  - Compositeur: Shunsuke Kikuchi
  - Interprète: Ichirou Mizuki et le Columbia Yurikago-kai & Kōrogi '73
  - Episodes: 24 à 48

## Diffusions internationales
Super-1 a été diffusé en Indonésie en 1995. Dans cette version, le générique de début a été modifié (dans une version non doublée de la bande son).